# 布斯特卢 (佩纳菲耶尔)
布斯特卢 (佩纳菲耶尔)是葡萄牙波尔图区的一个堂区。总面积6.5平方公里，总人口1676人，人口密度257.8人/平方公里。